# آلدو مونتانو (شمشیرباز زاده ۱۹۱۰)
آلدو مونتانو (ایتالیایی: Aldo Montano; ۲۳ نوامبر ۱۹۱۰ – ۲ سپتامبر ۱۹۹۶) شمشیرباز اهل ایتالیا بود.
وی در مسابقات کشوری و بین‌المللی در مجموع برندهٔ ۲ مدال نقره شده‌است.